# NGC 5067
NGC 5067 este o galaxie situată în constelația Fecioara. A fost descoperită în 30 mai 1864 de către .